# Microstigma rotundatum
Microstigma rotundatum – gatunek ważki z rodziny łątkowatych (Coenagrionidae). Występuje na terenie Ameryki Południowej; stwierdzony w Brazylii, Wenezueli, Kolumbii, Ekwadorze, Peru i Boliwii (obecność w tym kraju niepewna).